# نیکلا واسالو

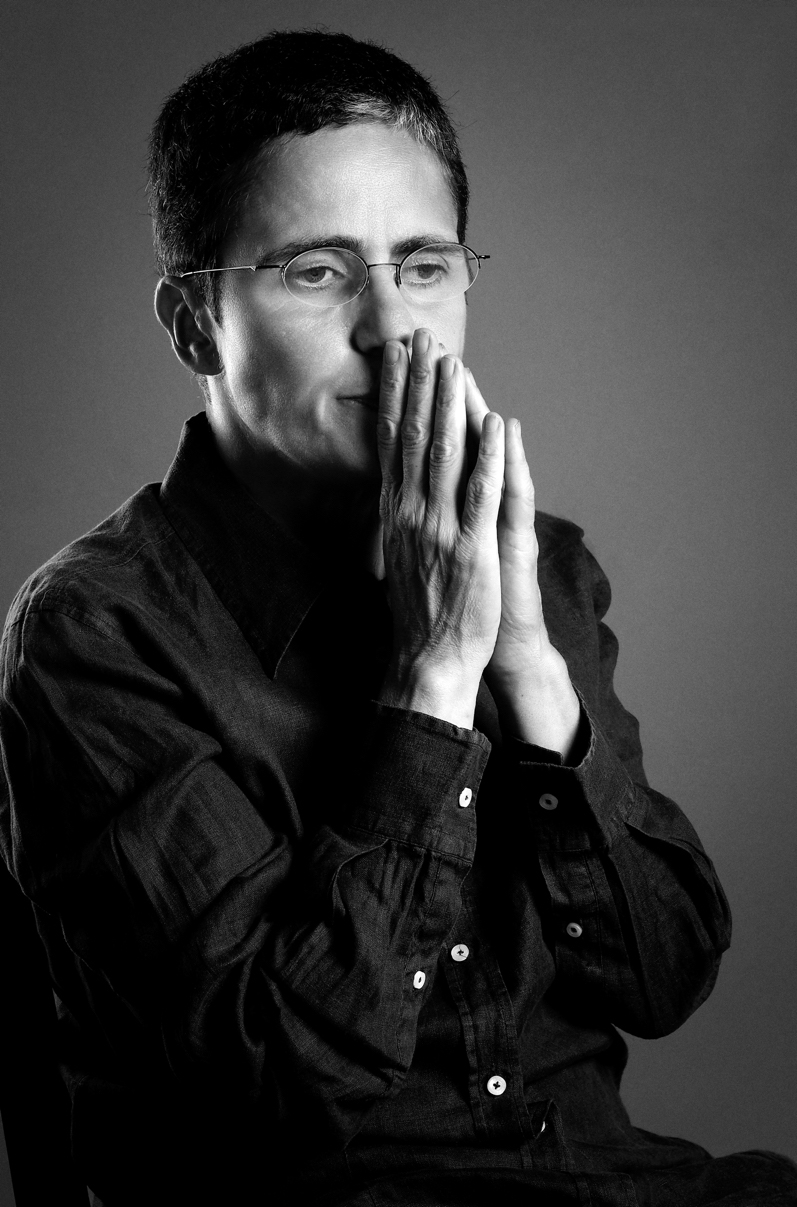
نیکلا واسالو

نیکلا واسالو (زاده ۱۹۶۳) فیلسوف ایتالیایی است که در زمینه معرفت‌شناسی، فلسفه نظری و فلسفه فمینیسم فعالیت می‌کند. او در حال حاضر استاد دانشگاه جنوا ایتالیا است.

## زندگی
واسالو در دانشگاه‌ جنوا و دانشگاه کینگز لندن درس خوانده است و دکترای خود را در رشته فلسفه علم دریافت کرده‌است. در سال ۲۰۰۲ به عنوان استاد منطق و فلسفه دانشگاه کاتانیا مشغول به کار شد و سپس در دانشگاه‌های مختلف ایتالیا به تدریس پرداخت. از سال ۲۰۰۵ به دانشگاه جنوا رفت و هم‌اکنون در آنجا مشغول به تدریس است.